# Розенберг, Владимир Александрович
Владимир Александрович Розенберг (1860—1932) — русский публицист, историк издательского дела и журналистики, экономист.

## Биография
Родился в Николаеве в 1860 году. В марте 1885 года появились его первые публикации; работал в «Русских ведомостях». В 1880—1890-е годы, при редакторстве В. М. Соболевского и А. С. Посникова, он вёл внутренний отдел газеты; в 1896—1902 годах был уполномоченным редакции «Русских ведомостей» в Санкт-Петербурге; с 1912 года — официальный редактор этой газеты. Также в 1906 году был редактором газеты «Народное дело» — органа левых кадетов.
После установления советской власти был научным сотрудником наркомата здравоохранения РСФСР. Состоял членом РСДРП (меньшевиков); 21 августа 1922 года был выслан за границу.
Скончался в Праге в 1932 году.

## Сочинения
- В мире случайностей // На славном посту. Сборник, посвященный Н. К. Михайловскому. — М., 1900;
- Из хроники крестьянского дела // Очерки по крестьянскому вопросу: Собр. ст. под ред. проф. А. А. Мануилова. Вып. 1. — М.: Д. С. Горшков, 1904—1905.
- Русская печать и цензура в прошлом и настоящем / Статьи Вл. Розенберга и В. Якушкина. — М.: М. и С. Сабашниковы, 1905. — 250 с.;[2]
- Летопись русской печати (1907—1914). — М.: М. и С. Сабашниковы, 1914. — 102 с.;
- Журналисты безвременья. — М.: Задруга, 1917. — 439 с.;
- Свободный народ. — Петроград; Москва: Задруга, 1917. — (Свободный народ; № 22);
- Красный адмирал: о П. П. Шмидте. — М.: Задруга, 1917. — 14 с. — (Свободный народ; № 46);
- Крестьянский вопрос в наши дни : (Накануне революции и на другой день после нее). — 2-е изд., пересмотр. — Петроград; Москва: Задруга, 1917 (Петроград). — 40 с.;
- Н. И. Новиков — подвижник русской книги. — Прага, 1923;
- Русская зарубежная периодическая печать // Зарубежный клич. Альманах [ред. Бурышкин.] — София, 1924. — С. 131—142.
- Из истории русской печати: организация общественного мнения в России и независимая партийная газета «Русские ведомости», 1863—1918 гг. — Прага: «Пламя», 1924. — 263 с.
- М. Е. Салтыков-Щедрин // На чужой стороне. Сб. [ред. С. Мельгунова). — 1925. — № 12. — С. 208—219.
- Зодчие русской культуры // Труды русских ученых за границей. — 1926.
- Периодическая печать // Славянская книга. — 1926. — № 1. — С. 36—39.
- Сказки Щедрина // Голос минувшего. — 1926. — № 1. — С. 63—80.
- Защита чистого и прикладного искусства в связи с основными предпосылками об интеллектуальной собственности/Записки Русского научного института в Белграде. — 1930. — Вып. 1. — С. 163—191.
- Коммерциализация и концентрация современной периодической печати // Записки Русского научного института в Белграде. 1932. — Т. 7. — С. 191—232.